# Hải Phú, Hải Hậu
Hải Phú là một xã thuộc huyện Hải Hậu, tỉnh Nam Định, Việt Nam.

## Địa lý
Xã Hải Phú có diện tích 7,39 km², dân số năm 2022 là 10.284 người, mật độ dân số đạt 1.391 người/km².

## Hành chính
Xã Hải Phú được chia thành 3 thôn: Thượng Trại, Quỳnh Phương, Hồng Tiến với 17 xóm.

## Kinh tế
Đời sống nhân dân chủ yếu dựa vào nông nghiệp, chăn nuôi gia súc và trồng cấy hoa màu.

## Văn hóa
Nhân dân theo hai tôn giáo chính là Phật giáo và Thiên chúa giáo
Xã có chùa Thượng Trại, đền mẫu Quỳnh Phương, Đền Trần và 3 nhà thờ: Trung Hoà, An Tôn, Trái Tim Chúa.
Di tích đền Mẫu Quỳnh Phương là một di tích lịch sử.